# Anna Capodaglio
Anna Capodaglio, née Anna Adele Alberta Gramatica à Messine le 19 septembre 1879 et morte à Bologne le 29 juin 1961 , est une actrice italienne. Elle eut deux sœurs, Emma et Irma, elles aussi actrices célèbres.

## Biographie
Anna Capodaglio, née Grammatica est la sœur cadette des actrices Irma et Emma Gramatica. Elle épouse l'acteur Ruggero Capodaglio et débute au cinéma en 1900 au côté de sa sœur Emma, dans la compagnie Talli-Gramatica-Calabresi, récitant aux côtés de Ruggero Ruggeri.
Entre 1936 et 1945 elle a tourné dans vingt et un films, souvent des seconds rôles.
En 1945, dernière année de sa carrière, elle participe à cinq films.
Après la mort de son mari, elle se retire à Bologne, en 1946 auprès de la maison de repos Lyda Borelli.

## Filmographie partielle
- 1936 : La damigella di Bard, réalisation de Mario Mattoli
- 1939 : La vedova, réalisation de Goffredo Alessandrini
- 1940 : Le Salaire du péché (La peccatrice), réalisation de Amleto Palermi
- 1941 : Oui madame, réalisation de Ferdinando Maria Poggioli
- 1941 : Leçon de chimie à neuf heures, réalisation de Mario Mattoli
- 1942 : Un coup de pistolet, réalisation de Renato Castellani
- 1942 : Carmela, réalisation de Flavio Calzavara
- 1942 : I sette peccati, réalisation de László Kiss
- 1944 : Il cappello da prete réalisation de Ferdinando Maria Poggioli
- 1944 : Un fatto di cronaca, réalisation de Piero Ballerini
- 1945 : Sept femmes, sept destins (Nessuno torna indietro) d'Alessandro Blasetti
- 1945 : Peccatori, réalisation de Flavio Calzavara

## Articles annexes
- Emma Gramatica
- Irma Gramatica